# Lasiancistrus schomburgkii
Lasiancistrus schomburgkii är en fiskart som först beskrevs av Günther, 1864.  Lasiancistrus schomburgkii ingår i släktet Lasiancistrus och familjen Loricariidae. IUCN kategoriserar arten globalt som livskraftig. Inga underarter finns listade i Catalogue of Life.